# João Lisboa
João Lisboa is een gemeente in de Braziliaanse deelstaat Maranhão. De gemeente telt 20.395 inwoners (schatting 2009).